# Colosseum II
Colosseum II foi uma banda britânica formada pelo ex-baterista e líder do Colosseum, Jon Hiseman, em 1974, após o fim de sua banda Tempest.
Hiseman anunciou o seu plano de formar a banda posteriormente chamada de Colosseum II em novembro de 1974, mas apenas Gary Moore foi nomeado como membro da nova banda. Ensaios estavam marcados para começar em 1 de janeiro de 1975, mas uma formação estável não foi encontrada até maio de 1975. Entre os músicos que quase fizeram parte do grupo estavam Graham Bell, Duncan MacKay e Mark Clarke. A formação, além de Hiseman e Moore, acabou sendo completada por Don Airey, Neil Murray e Mike Starrs.
O som era voltado para o Jazz fusion, e centrado em torno do trabalho de guitarra de Moore.  Após uma vendagem frustrante do primeiro álbum, Murray e Starrs foram sacados sem cerimônia pelo selo da banda (Bronze Records) em julho de 1976.
A banda deu prosseguimento às suas atividades em uma nova gravadora e com um novo baixista (John Mole), e gravou mais dois álbuns majoritariamente instrumentais (e também de pouco sucesso comercial). Eles também tocaram no álbum Variations de Andrew Lloyd Webber, que também apresentava Julian Lloyd Webber no violoncelo, Rod Argent nos teclados e a esposa de Hiseman, Barbara Thompson, nas flautas e sax. Esse álbum alcançou o segundo lugar nas paradas de sucesso inglesas.
Em agosto de 1978, Moore deixou a banda para reintegrar o Thin Lizzy pela quarta vez, e Keith Airey, irmão de Don, o substituiu na guitarra. Infelizmente, os planos para gravar um quarto álbum ruíram quando Don Airey decidiu juntar-se ao Rainbow em dezembro de 1978.

## Integrantes
- Don Airey - Grand Piano, Fender Rhodes, Órgão Hammond, Minimoog, ARP Odyssey, Solina String Ensemble
- Jon Hiseman - percussão, bateria
- Gary Moore - guitarras, vocais
- John Mole - baixo (1976–1978)
- Mark Clarke - baixo (1975–1976)
- Mike Starrs - Vocais (1975–1976)

## Strange New Flesh
Lançado em abril de 1976 pela Bronze Records.

### Lista de músicas
1. "Dark Side of the Moog" (instrumental) – 6:22
2. "Down to You" – 9:10
3. "Gemini and Leo" – 4:50
4. "Secret Places" – 4:00
5. "On Second Thoughts" – 7:29
6. "Winds" – 10:25

### Integrantes
- Don Airey - teclados
- Jon Hiseman - percussão, bateria
- Gary Moore - guitarras, vocais
- Mark Clarke - baixo
- Mike Starrs - vocais

## Electric Savage
Lançado em junho de 1977 pela MCA Records.
Todas as canções são instrumentais, exceto a canção 3 que é cantada por Gary Moore.

### Lista de músicas
1. "Put It This Way" – 4:55
2. "All Skin & Bone" – 3:46
3. "Rivers" – 5:50
4. "The Scorch" – 6:02
5. "Lament" – 4:40
6. "Desperado" – 5:59
7. "Am I" – 4:16
8. "Intergalactic Strut" – 5:58

### Integrantes
- Don Airey - teclados
- Jon Hiseman - percussão, bateria
- John Mole - baixo
- Gary Moore - guitarras, vocais

## War Dance
Lançado em novembro de 1977 pela MCA Records.
Todas as canções são instrumentais, exceto a canção 4 que é cantada por Gary Moore.

### Lista de músicas
1. "War Dance" – 5:56
2. "Major Keys" – 5:10
3. "Put It That Way" – 3:37
4. "Castles" – 5:40
5. "Fighting Talk" – 5:50
6. "The Inquisition" – 5:45
7. "Star Maiden/Mysterioso/Quasar" – 6:15
8. "Last Exit" – 3:22

### Integrantes
- Don Airey - teclados
- Jon Hiseman - percussão, bateria
- John Mole - baixo
- Gary Moore - guitarras, vocais